# Anthony Bacon
Anthony Bacon (Londen, 1558 - aldaar, 1601) was een Engelse spion in het Elizabethaanse Engeland. Hij was een jongere broer van Francis Bacon.

## Biografie

### Jeugd en opleiding
Anthony Bacon werd geboren als de vierde van vijf zonen van Nicholas Bacon en Anne Cooke. Al op jonge leeftijd had hij te maken met een zwakke gezondheid. Zo herstelde hij in 1560 van een zware griep. Hij verkreeg eerst thuisonderwijs van John Walsall voordat hij net zoals zijn broer Francis Bacon voor een drietal jaar zou studeren aan het Trinity College van de Universiteit van Cambridge. Hij verliet de universiteit zonder af te studeren. Bacon werd op 27 juni 1576 toegelaten op de Gray's Inn waar hij studeerde onder de leiding van Richard Barker.
Na de dood van zijn vader in 1579 erfde hij een gedeelte van zijn nalatenschap en verdiende hij 360 pond per jaar aan de landerijen die hij geërfd had. Pogingen om hem op jonge leeftijd te laten huwen waren niet succesvol. Op 21-jarige leeftijd besloot hij om naar het buitenland te vertrekken.

### Periode in Frankrijk
Bacon vertrok naar Frankrijk en kreeg aanbevelingsbrieven mee van William Cecil en van de Franse ambassadeur Michel de Castelnau. Hij kwam in Parijs terecht waar hij begon met het maken van inlichtingenrapporten voor Francis Walsingham. Na zijn verblijf in Parijs reisde hij door naar Bourges. Hij kon echter moeilijk aarden in de katholieke stad en besloot verder te trekken naar het calvinistische Genève. Door zijn vele ziektes verloor Bacon meerdere malen het contact met Engeland. Walsingham weet het niet incapabel zijn van Bacon ook aan zijn fysieke gesteldheid.
In 1583 reisde Bacon naar Bordeaux en ontmoette aldaar essayist Michel de Montaigne. Hij vertrok vervolgens naar Bearn en naar Montauban waar hij functioneerde als een onofficieel contactpersoon voor Elizabeth I van Engeland met Hendrik III van Navarra. Zijn invloed aan het Navarrese hof nam gedurende de jaren af en met name in 1586. In dat jaar werd Bacon verdacht van sodomie met een van zijn pages. In augustus van dat jaar en in november 1587 werd hij verhoord, maar door ingrijpen van koning Hendrik III kwam hij niet op de brandstapel terecht. Hierna keerde hij terug naar Bordeaux en Michel de Montagne om in 1592 terug te keren naar Engeland.

### Terug in Engeland
Bij zijn terugkeer had Bacon gehoopt dat zijn buitenlandse ervaring zou helpen om een betrekking te vinden, maar uiteindelijk introduceerde zijn broer hem aan Robert Devereux, graaf van Essex voor wie hij als secretaris kon gaan werken. Ook werd hij in deze periode lid van het Lagerhuis. In 1593 voor Wallingford en in 1597 voor Oxford. In zijn laatste jaren had Bacon een belangrijke positie in de kring rondom de graaf van Essex. Tot aan 1600 zou hij ook in Essex House blijven wonen. Hij was niet betrokken bij de opstand van Devereux in 1601 omdat hij in deze tijd ernstig ziek was. Op 17 mei 1601 werd hij begraven in St Olave's Church in Londen.
- Gemeinsame Normdatei: 135871492
- International Standard Name Identifier: 0000 0000 6687 270X
- Library of Congress Control Number: no91011910
- Nationale Bibliotheek van Israël: 987007258031505171
- Nederlandse Thesaurus van Auteursnamen: 070245665
- SNAC: w6mw330r
- Système universitaire de documentation: 191153206
- Virtual International Authority File: 41401807
- WorldCat: E39PBJqBqhXvBCBggY49WHJbh3